# Código penal

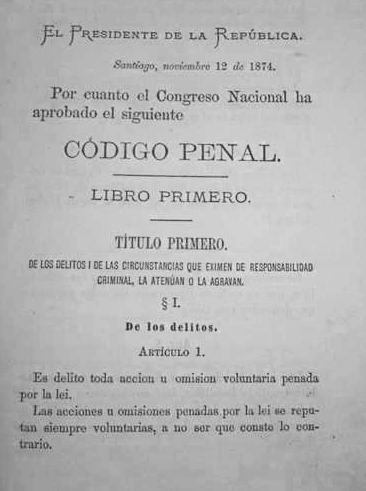
Página 5 da primeira edição do Código Penal do Chile (1874)

Um código penal é um conjunto de normas codificadas que tem o objetivo de determinar e regulamentar os atos considerados infrações penais, assim como definir as sanções correspondentes. É considerado um dos grandes códigos na tradição jurídica romano-germânica. 

## Em Portugal
O Código Penal Português vigente foi aprovado em 1982 e sujeito a várias revisões subsequentes. Existem várias anotações do Código, com destaque para o 'Comentário Conimbricense do Código Penal', em três volumes (que incide sobre a parte especial) e para a anotação de Maia Gonçalves (14ª edição, 2004).

## No Brasil
O código penal vigente no Brasil foi criado pelo decreto-lei 2 848, de 7 de dezembro de 1940, pelo então presidente do Brasil Getúlio Vargas, tendo, como ministro da justiça, Francisco Campos. Este código substituiu o Código Penal de 1890, o qual, por sua vez, substituiu o Código Criminal de 1830.
Na década de 1910, Galdino Siqueira foi o autor de um anteprojeto de código penal.
No Brasil Colônia, vigoravam as Ordenações do Reino (Afonsinas, Manuelinas e Filipinas), na parte penal, até 1830, caracterizadas por sua severidade: penas como mutilação física e morte eram estabelecidas para a maioria das infrações.

## Códigos penais de outros países lusófonos
O Código Penal de Macau foi aprovado em 1995 e baseia-se no Código português. O autor do projeto foi o professor doutor Jorge de Figueiredo Dias. O Código pode ser consultado gratuitamente na página da Imprensa Oficial de Macau.